# جوني دانيلسون
جوني دانيلسون (بالسويدية: Jonny Danielsson)‏ هو منافس ألعاب قوى سويدي، ولد في 4 سبتمبر 1964.

## وصلات خارجية
- جوني دانيلسون على موقع الاتحاد الدولي لألعاب القوى (الإنجليزية)
- جوني دانيلسون على موقع أوليمبيديا (الإنجليزية)
- جوني دانيلسون على موقع اللجنة الأولمبية السويدية (السويدية)